# Seciranje
Seciranje: 
1. Umetnost seciranja ali umetnega ločevanja različnih delov katerega koli organiziranega organa, da se odkrije njihov položaj, struktura in namen.
2. Znanost, ki obravnava strukture organskih organov. Živalska anatomija se včasih imenuje Zomi (zomy), rastlinska Pitotomija (phytotomy) in človeška anatomija Antropotomija (anthropotomy)[1].

##### Sklic
1. ↑  »arhivska kopija«. Arhivirano iz prvotnega spletišča dne 6. marca 2016. Pridobljeno 15. maja 2014.